# Dystrykt Bobonaro
Dystrykt Bobonaro – jeden z 13 dystryktów Timoru Wschodniego, znajdujący się w zachodniej części kraju, posiadający dostęp do morza Sawu. Stolicą dystryktu jest Maliana, leżąca 149 km na południowy zachód od stolicy kraju Dili.
Graniczy z dystryktami: Liquiçá od północnego wschodu, Ermera od wschodu, Ainaro od południowego wschodu, Cova-Lima od południa oraz od zachodu z indonezyjską prowincją Małe Wyspy Sundajskie Wschodnie. 